# 피아 파카리넨
피아 파카리넨(Pia Pakarinen, 1990년 10월 5일 ~ )는 핀란드의 배우, 모델이자 미인 대회 우승자이다. 2011년 미스 핀란드 우승자이며 미스 유니버스 2011에서 핀란드 대표로 참가했다.